# HMS Mersey
HMS Mersey var en monitor av Humber-klass inom Royal Navy, som tjänstgjorde från 1914 till 1921. Hon beställdes ursprungligen av Brasilien, och sjösattes i september 1913 under namnet Madeira, men köptes 1914 tillsammans med sina systerfartyg HMS Humber och HMS Severn av Storbritannien efter Första världskrigets utbrott. 
Mersey gav eldunderstöd från sitt läge utanför Belgiens kust under Slaget vid Yser år 1914, och bombarderade tyska trupper och artilleripositioner. I juli 1915 bogserades hon till Tyska Östafrika för att delta i Slaget i Rufijis delta, där hon tillsammans med HMS Severn hjälpte till att sänka den tyska kryssaren SMS Königsberg.
Hon tjänstgjorde senare i Medelhavet och på floden Donau.